# Isaac Rowley
Isaac Rowley (Allen, 8 de abril de 1999) es un deportista estadounidense que compite en gimnasia en la modalidad de trampolín. Ganó dos medallas en el Campeonato Mundial de Gimnasia en Trampolín, en los años 2021 y 2023, en la prueba de equipo mixto.

## Palmarés internacional
| Campeonato Mundial | Campeonato Mundial       | Campeonato Mundial | Campeonato Mundial |
| Año                | Lugar                    | Medalla            | Prueba             |
| ------------------ | ------------------------ | ------------------ | ------------------ |
| 2021               | Bakú (Azerbaiyán)        | Medalla de plata   | Equipo mixto       |
| 2023               | Birmingham (Reino Unido) | Medalla de oro     | Equipo mixto       |